# Kréta
Kréta (též Candia, řecky Κρήτη, anglicky Crete) je největší řecký a celkově pátý největší ostrov ve Středozemním moři. Zahrnuje více než 99 % rozlohy stejnojmenného kraje a nacházejí se na něm čtyři řecké regionální jednotky – Iraklio, Chania, Rethymno a Lasithi. Podle starořeckých mýtů je Kréta považována za místo zrození Dia – vládce olympských bohů. Hlavní město je Iraklio, dalšími významnějšími městy jsou Chania, Rethymno a Ágios Nikólaos, která zároveň představují centra jednotlivých prefektur.

## Geografické údaje

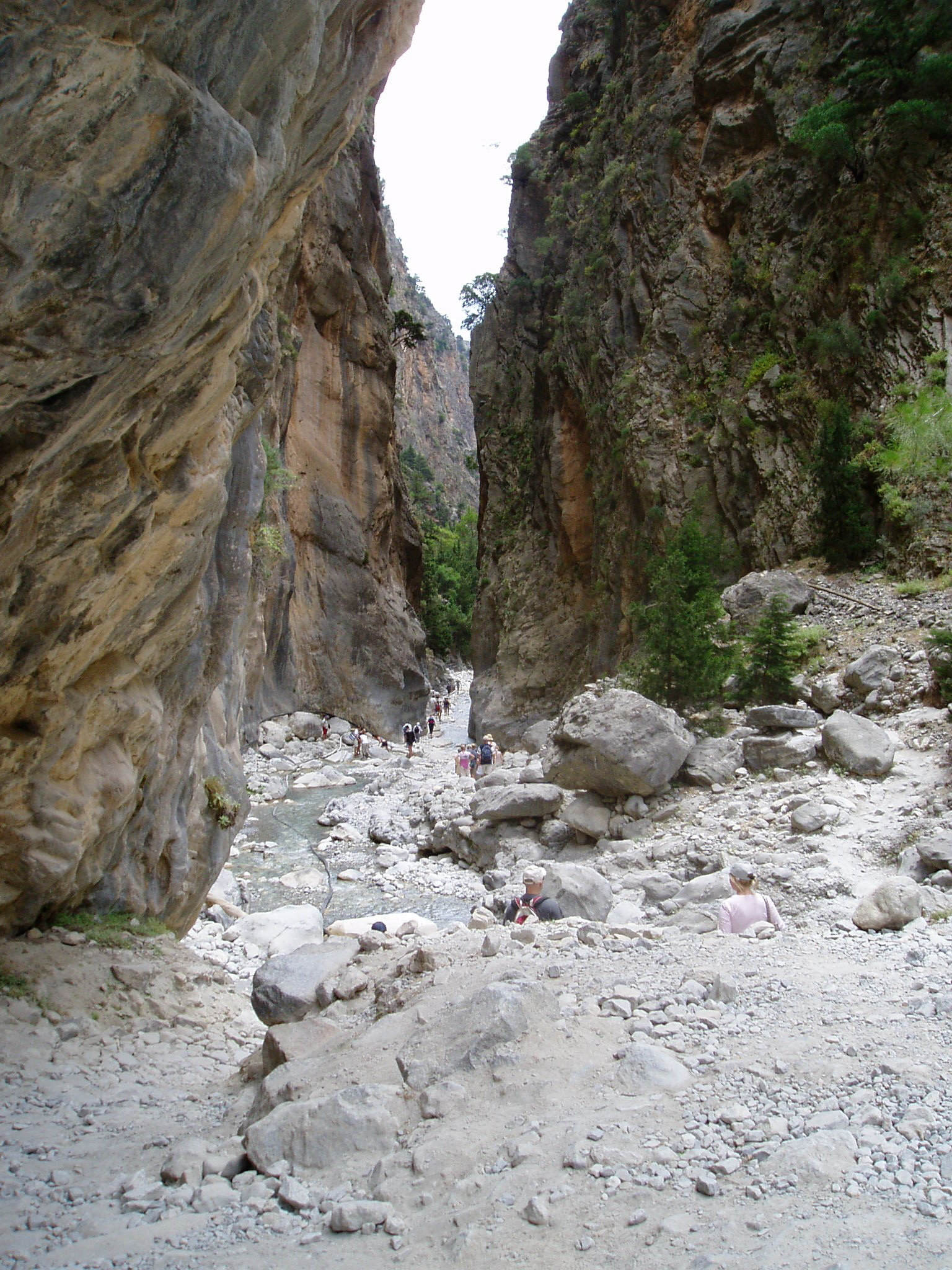
Nejužší místo soutěsky Samaria měří pouhých 2,5 m

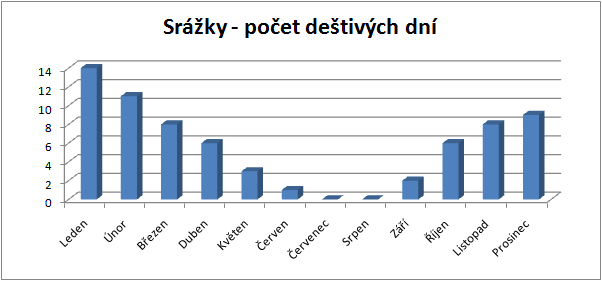

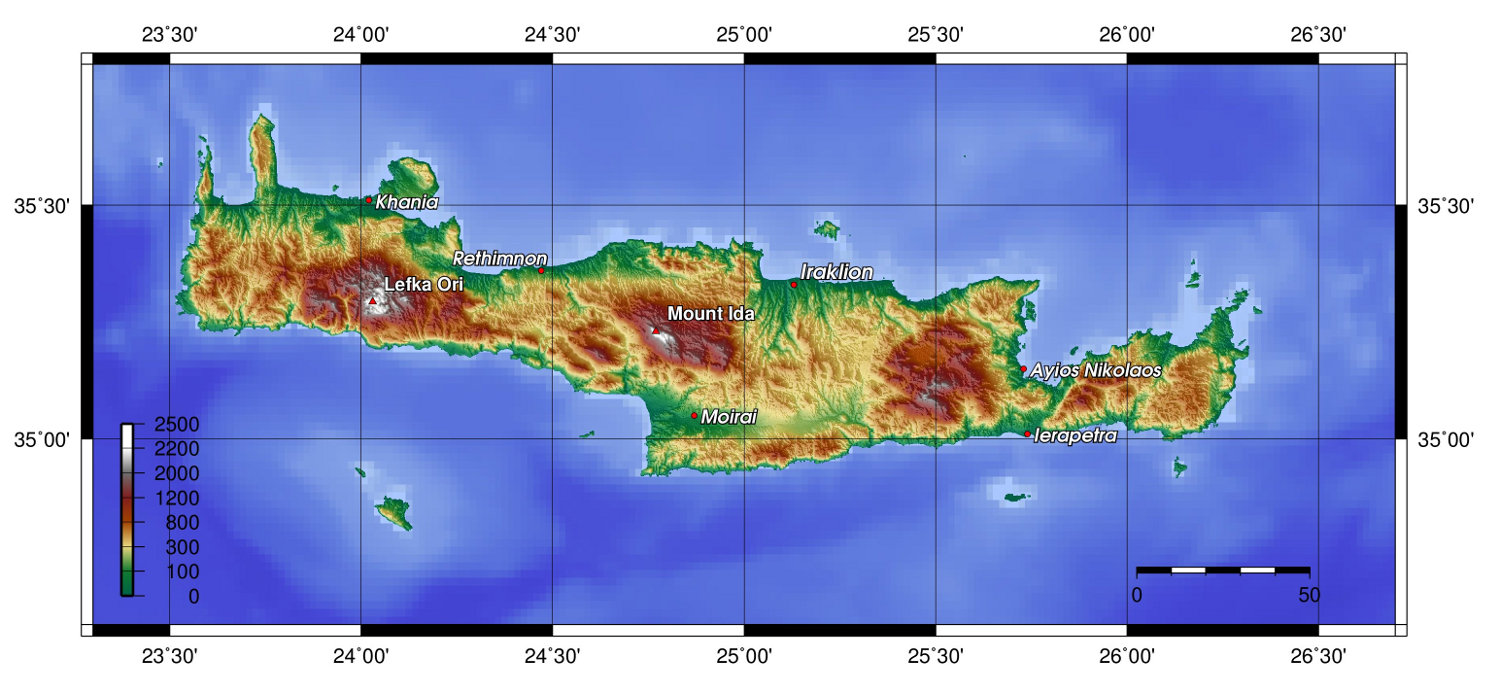
Topografická mapa Kréty

Rozloha ostrova činí 8261 km². Ze severu ho omývá Krétské moře (jižní část Egejského moře) a z jihu Libyjské moře. Kréta je hornatý ostrov, nejvyšší hora Psiloritis 2456 m n. m. ve stejnojmenném pohoří, zvaném též Idi leží v centrální části ostrova. Druhá nejvyšší hora Pachnes v západním pohoří Lefka Ori („Bílé hory“) má 2453 m n. m. Ve východní části se rozkládá pohoří Dikti, nejvyšší hora Spathi 2148 m n. m. Severní pobřeží je pozvolné, na jihu však je strmé a jsou tam útesy. Krétu tvoří vápencová kra, která byla vytvořena při stejném vrásnění jako Balkánská pohoří. Výjimku tvoří Mesarská nížina, která je největší v celém Řecku.
Samotný ostrov je obklopen velkým množstvím dalších menších ostrůvků. Většina z nich je neobydlená a rozlohou velmi malá, některé z nich jsou ale velmi unikátní a často sem míří loďky s turisty. Známé jsou zejména ostrov Gramvousa, ostrov Dia, ostrov Gavdos či ostrov Chrisi.

### Klima
Počasí na ostrově Kréta je typicky středozemní a patří k nejteplejším z Řecka, jeho ostrovů i celé Evropy. Léta jsou zde horká a suchá, zimy mírné se sněhem v horských oblastech a deštěm v nížinách. Za celý rok tu spadne pouze 500 mm srážek. Teploty na pobřeží zřídkakdy klesnou pod 10 °C, zatímco na horách může ležet sníh až do konce května.
V zimě a v jarních měsících je Kréta vzhledem k vysokým teplotám, dostatku srážek a vysoké vlhkosti jeden z nejzelenějších ostrovů ve Středozemním moři. Hornatost Kréty dává jejímu počasí nevyzpytatelný charakter. Jeho změny mohou být velmi náhlé. V létě je ale téměř vždy slunečno a jasno s vysokými teplotami, které činí snesitelné jen severní vítr Meltemi, také nazýván Etesian. Teploty mají svá maxima mezi 35 a 40 °C ve dne a mezi 25 a 30 °C v noci.
Podzim je nejmírnější ze všech ročních období, teploty jsou vyšší než na jaře, ale není tak nesnesitelné horko jako v létě, a slunce svítí ještě poměrně dlouho. Déšť hrozí již od půlky října, ale s větší pravděpodobností spíše až od listopadu.
Díky výšce pohoří, až 2453 m n. m., které vytváří bariéru mezi jižní a severní Krétou, se v obou částech vyskytují jiné povětrnostní a teplotní podmínky. Turista by si měl být těchto rozdílů vědom. Lépe si pak bude schopen vybrat oblast Kréty pro ubytování i návštěvu z dostupných turistických lokací. Teplotní rozdíly mezi severní a teplejší jižní Krétou jsou asi 3 °C, přičemž teplota vody je podobná. Jednotlivé části ostrova Kréta mají ale i další rozdíly.

#### Východ
Východní část Kréty (oblast okolo městečka Sitia) je spíše sušší s menším množstvím srážek. Krajina je vyprahlá, některá území mají jen řídký porost nebo připomínají poušť (například Karoumbes). Teplota je celkově vyšší než ve střední a západní části. Mnoho koryt potoků a říček je kvůli tomu vyschlých a používají se jen jako cesty ke skrytým krásám pobřeží (například kaňon Hohlakies nebo Údolí mrtvých u Kató Zakros).

#### Západ
Pro oblast okolo města Chania a západní Kréty je typických více srážek a vlhkosti. Tato část ostrova je mnohem zelenější než východ. Průměrné teploty jsou o trochu nižší než ve východní části. Některé potoky a říčky jsou zavodněné celoročně, což podporuje větší hustotu keřů a stromů.

#### Jižní pobřeží

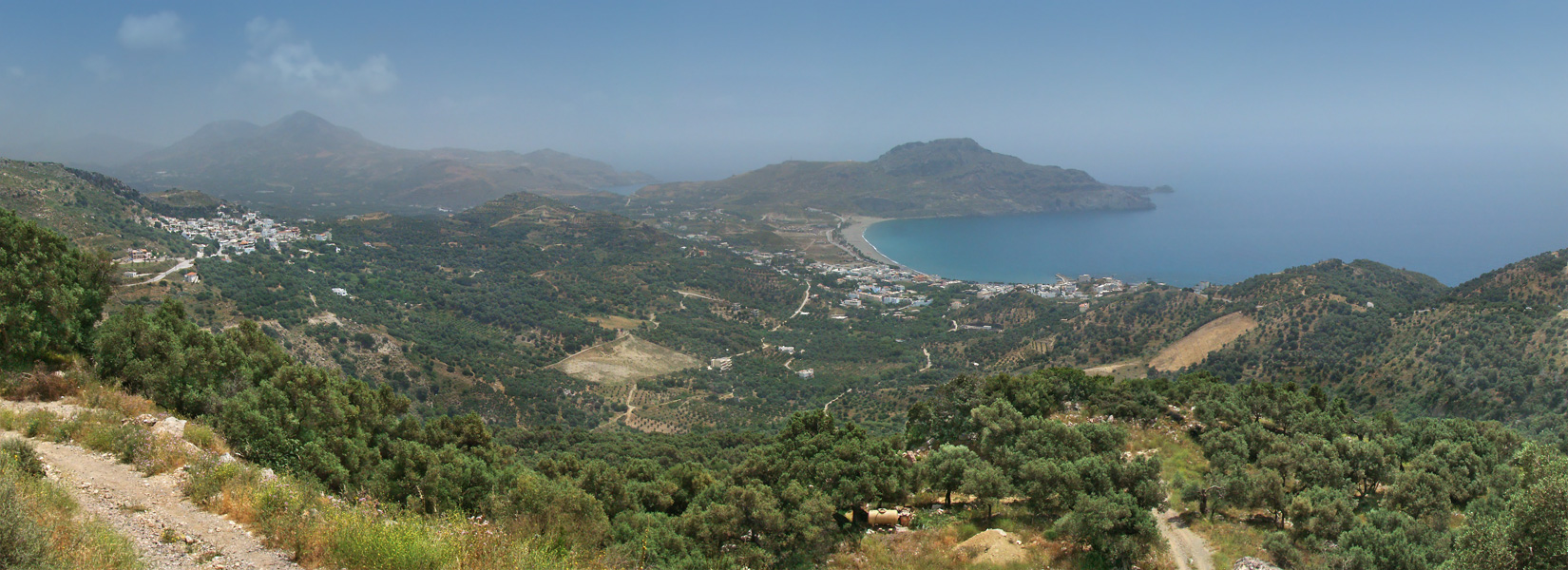
Jižní pobřeží Kréty

U jižního pobřeží bývají teploty vzduchu vyšší než na severu. Voda je však mnohem hlubší a rychleji se svažuje, proto bývá o jeden až dva stupně studenější.

#### Severní pobřeží
Na severním pobřeží jsou teploty vzduchu o trochu nižší než na jihu, pobřeží se ale naproti tomu svažuje postupně, proto je teplota vody vyšší a jsou zde celkově lepší podmínky ke koupání.

#### Hory
V horách je obecně chladněji než v nížinách nebo na pobřeží. V létě se pohybuje teplota okolo 15–20 °C. Všude je sucho a prameny a říčky jsou bez vody. Horské oblasti jsou často úplně vyprahlé a ve vyšších polohách bez vegetace. V zimě na horách sněží a v horních partiích pohoří Lefka Ori nebo Psiloritis se sníh drží často až do května či června.

### Fauna a flóra
Původní porost Kréty tvořily cypřišové a cedrové lesy, jejichž počet však značně poklesl kvůli hospodářství a kácení. V pobřežních oblastech roste nízká borovice halepská, mezi horami a přímořskou rovinou houštiny tvořené například vřesovcem, zakrslými duby nebo myrtou. Tyto porosty se nazývají macchie nebo garrigues. Pro Krétu jsou typické olivovníky, kterých tu roste kolem 25 miliónů. Na jaře je ostrov přímo zasypán květinami, především vlčím mákem, kopretinami, divokými tulipány nebo orchidejemi. Údajně tu roste přes 2000 různých druhů bylin a rostlin, 160 z nich se pak nevyskytuje nikde jinde na Zemi. Z bylin zde roste např. levandule, majoránka, oregano, rozmarýn, tymián, šalvěj a mnoho dalších. Na ostrově se pěstují ovocné stromy, vinná réva a mnoho druhů zeleniny a květin. Na suchých místech rostou agáve, rohovníky a fíkové kaktusy. I skrze rostlinstvo je vidět velká pestrost Kréty, která ještě více vynikne z mnoha volně dostupných fotek.
Fauna svou rozmanitosti za flórou zaostává. Na ostrově žije jen jeden druh vysoké zvěře, divoká koza kri-kri. Z menší zvěře zde pobývají jezevci, lasičky a často je slyšet cvrkot cikád.
Na Krétě žily trpasličí druhy slona Palaeoloxodon chaniensis a mamuta Mammuthus creticus, který byl velký jako největší známý druh psa. Trpasličí sloni na Krétě vyhynuli asi před 10 tisíci lety.

## Historie

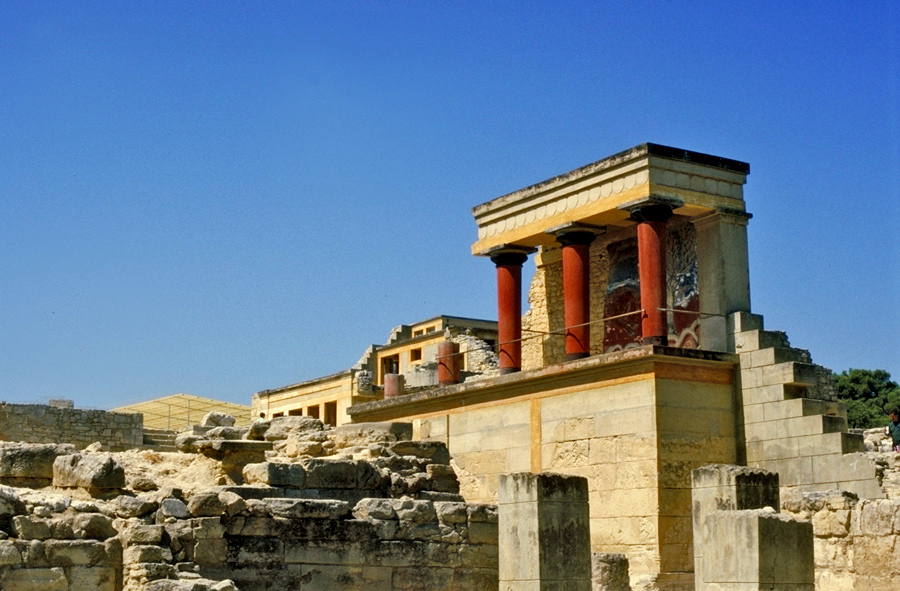
Mínojský palác Knóssos

V době neolitu, tj. v 3. a 2. tisíciletí př. n. l., byla Kréta jedním z center velmi vyspělé mínojské civilizace, nazvané podle krále Mínóa. Ta po sobě zanechala ruiny svých paláců, z nichž největší je Knóssos. Znalost výroby bronzu, rozvoj hrnčířství a kovotepectví, obchodní styky způsobily, že se mínojská civilizace rozvinula ve významnou námořní velmoc. Původní písmo minojců zatím nebylo zcela rozluštěno. Někdy mezi lety 1470 až 1450 př. n. l. říše náhle zanikla. Spekuluje se o následcích erupce sopky Thera (Santorini) kolem roku 1550 př. n. l., silném zemětřesení v uvedených letech. Po pádu této civilizace, která na Krétě žila přes 1500 let, se ostrova postupně zmocňovaly jiné kultury – mykénská, dórská. V roce 67 př. n. l. ovládli ostrov Římané – Římská říše, za níž ostrov poměrně prosperoval, ačkoliv se dostal na periferii dění. V letech 395–823 a 964–1204 vládla ostrovu říše Východořímská, později Byzantská, v mezidobí roků 823–961 ostrov ovládli Arabové. Od konce roku 1204 město spravovala Benátská republika, která zde vytvořila svou kolonii Království Kandia. Následovala vláda Osmanská říše od roku 1669, která po dvaadvacetiletém obléhání dobyla Iraklio. V 19. století probíhal boj za připojení Kréty k Řeckému království, v roce 1898 dostal ostrov díky intervenci Velké Británie vlastní samosprávu (tehdy klesl podíl muslimů z asi 45 % na 11 %), roku 1913 byl ostrov oficiálně postoupen Řecku Na základě smlouvy z Lausanne byl i zbytek muslimské populace repatriován do Turecka, ačkoliv to de facto byli místní islamizovaní Kréťané. V roce 1941 byl ostrov obsazen Němci při první parašutistické výsadkové vojenské akci v dějinách, ale Němci při této vzdušné operaci utrpěli poměrně značné ztráty asi 4000–7000 vojáků. Po osvobození byl ostrov navrácen Řecku a dodnes je jednou z nejosobitějších oblastí Řecka s vlastním dialektem a uvědoměním.

## Města, památky a turistické cíle

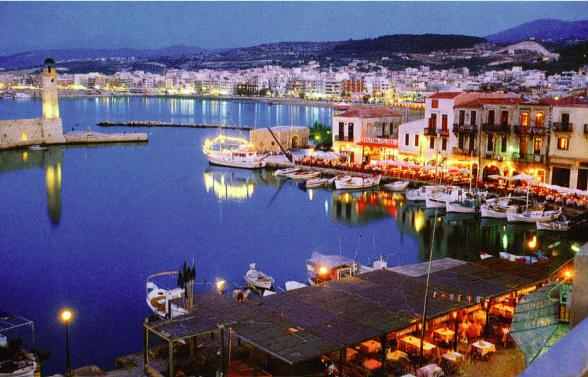
Rethymnonský přístav v noci

- Heraklion – hlavní město Kréty, staré centrum města, benátský přístav a pevnost Koules, Archeologické muzeum Heraklion
- Rethymno – přístav v benátském slohu, pevnost Fortezza, kostel Four Witnesses
- Chania – bývalé hlavní město Kréty
- Ágios Nikólaos – správní a turistické centrum ve východní části ostrova
- Spinalonga – ostrovní pevnost chránící přístav Elounda
- Samaria – nejdelší soutěska v Evropě
- Kournas – sladkovodní jezero a chráněná krajinná oblast na Krétě
- Vai – jediná palmová pláž na Krétě
- Ierapetra – největší osada na jižním pobřeží
- Agia Marina, Platanias – nejznámější turistické oblasti

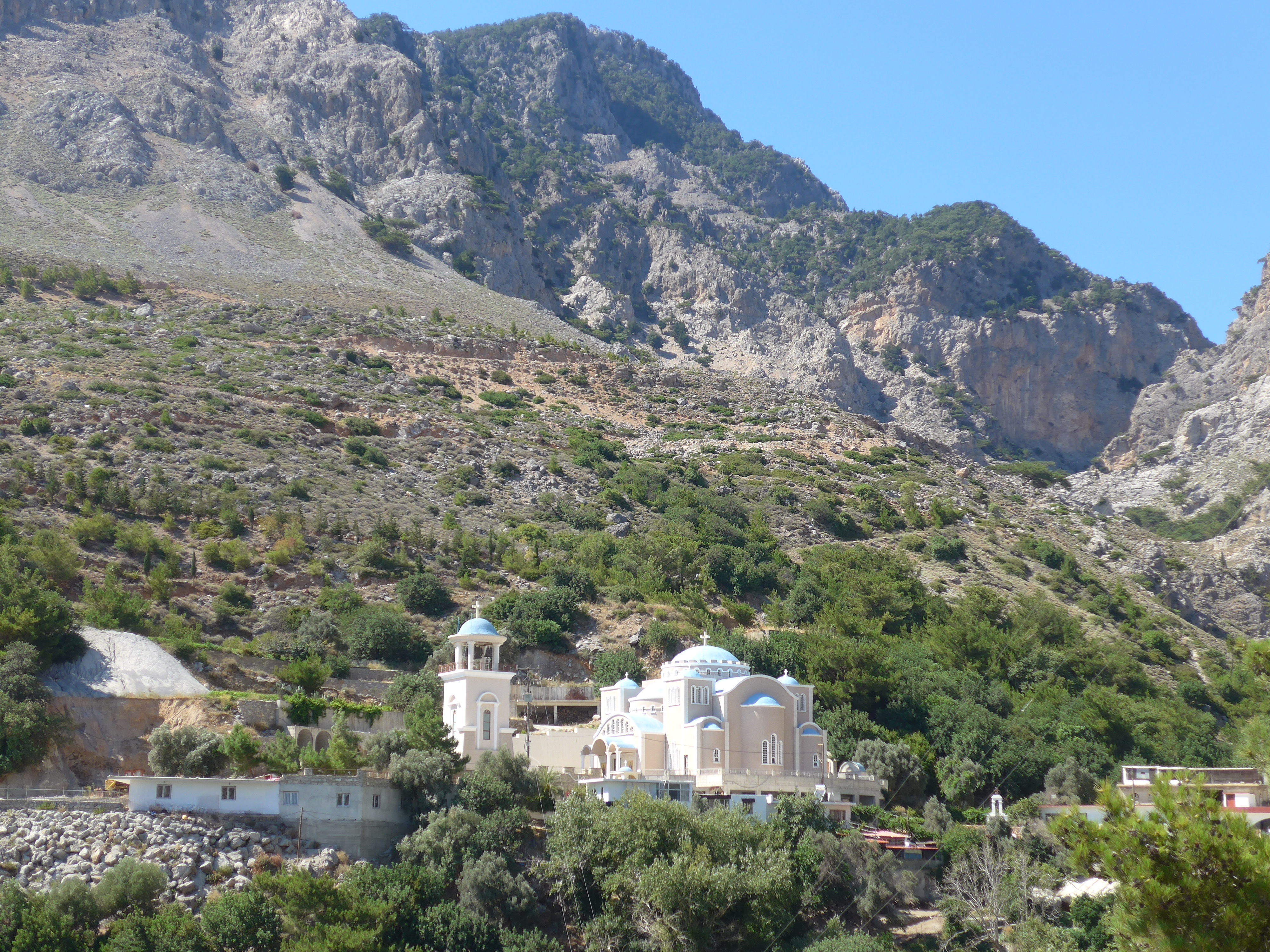
Klášter Ágios Nikólaos a soutěska Rouvas ve střední části ostrova

### Mínojské památky a další památky ze starověku
- Knóssos – hlavní a největší palác se 1400 místnostmi
- Faistos – nejstarší palác
- Kató Zakros – ruiny mínojského paláce
- Tilisos – archeologické naleziště z mínojské doby
- Malia – archeologické naleziště
- Gortyn – archeologická lokalita, první evropský zákoník vytesaný do kamene (viz Gortynský zákoník)

## Letiště
Kréta má dvě mezinárodní letiště:
- Letiště Nikos Kazantzakis (kód IATA: HER, kód ICAO: LGIR) nedaleko města Iraklion
- Letiště Daskalogiannis (kód IATA: CHQ, kód ICAO: LGSA) nedaleko města Chania